# Sean Eddy
Sean Roberts Eddy es un biólogo y educador estadounidense. Se desempeña como profesor de Biología Molecular y Celular y de Matemáticas Aplicadas en la Universidad de Harvard. Anteriormente estuvo basado en el Janelia Research Campus de 2006 a 2015 en Virginia. Sus intereses de investigación son la bioinformática, la biología computacional y el análisis de secuencias biológicas. A 2016 sus proyectos incluyen el uso de modelos ocultos de Márkov en HMMER, Infernal, Pfam y Rfam.

## Biografía

### Primeros años
Se graduó en junio de 1982 de Marion Center Area High School en Marion Center, Pensilvania. Luego completó una Licenciatura en Biología por el Instituto de Tecnología de California en 1986, seguida de un doctorado en biología molecular por la Universidad de Colorado bajo la supervisión de Larry Gold en 1991 estudiando el fago T4.

### Carrera
De 1992 a 1995 fue investigador postdoctoral en el Laboratorio de Biología Molecular (LMB) del Medical Research Council (MRC) en Cambridge, Reino Unido, trabajando con John Sulston y Richard Durbin. De 1995 a 2007 trabajó en la Facultad de Medicina de la Universidad de Washington y desde 2000 trabaja para el Instituto Médico Howard Hughes.

### Premios y honores
En 2007, fue el ganador del Premio Benjamin Franklin en Bioinformática por sus contribuciones al Acceso Abierto en las Ciencias de la Vida.
En 2022, fue elegido miembro de la Sociedad Internacional de Biología Computacional.